# 巴特萊特 (堪薩斯州)
巴特萊特（英語：Bartlett）是一個位於美國堪薩斯州拉貝特縣的城市。

## 地方資料
根據2020年美國人口普查的數據，巴特萊特的面積為0.34平方千米，當中陸地面積為0.34平方千米，而水域面積為0.00平方千米。當地共有人口69人，而人口密度為每平方千米202.94人。